# Sergej Tarakanov
Sergej Nikolajevitsj Tarakanov (Russisch: Сергей Николаевич Тараканов) (Lodejnoje Pole, 25 april 1958) was een Russische basketbalspeler die uitkwam voor het nationale team van de Sovjet-Unie. Hij heeft vele onderscheidingen gekregen waaronder Meester in de sport van de Sovjet-Unie in 1982, werd bekroond met de Orde van de Vriendschap (Sovjet-Unie) in 1988, De medaille "Voor Labour Onderscheiding" en de Orde van de Eer (Russische Federatie) in 2006.

## Carrière
Tarakanov speelde voor Spartak Leningrad van 1975 tot 1979. Met Spartak werd hij de Bekerwinnaar van de Sovjet-Unie in 1978. In 1979 verhuisde hij naar CSKA Moskou waarmee hij zeven keer landskampioen werd in 1980, 1981, 1982, 1983, 1984, 1988 en 1990. In het buitenland speelde hij voor het Duitse team BSG Basket Ludwigsburg van 1990 tot 1991, en ook voor een Belgisch team St. Louis Luik van 1991 tot 1992. Tarakanov was lid van het nationale team van de Sovjet-Unie van 1979 tot 1990. Als speler van het Sovjet-nationale team, won Tarakanov drie gouden medailles op Europese kampioenschappen in 1979, 1981, 1985. Een zilveren medaille in 1987 en een bronzen medaille in 1983. Hij won een gouden medaille op de Wereldkampioenschappen in 1982 en een zilveren medaille in 1986. Het hoogte punt was een gouden medaille op de Olympische Spelen van 1988 en een bronzen medaille in 1980. In 1984 won hij goud op de Vriendschapsspelen, en toernooi dat werd gehouden voor landen die de Olympische Spelen van 1984 boycotte.

## Na het basketbal
Op dit moment is Tarakanov actief in het bedrijfsleven en is hij de CEO van "Meta", die een netwerk van punten op de productie van instant fotografie in Moskou bezit. Ook werkte hij als commentator op tv-kanaal Sport . Hij was algemeen directeur van het Russische nationale basketbalteam op de Europese kampioenschappen in 2007 en de Olympische Spelen van 2008.

## Erelijst
- Landskampioen Sovjet-Unie: 7
  - Winnaar: 1980, 1981, 1982, 1983, 1984, 1988, 1990
  - Tweede: 1985, 1986, 1987
  - Derde: 1989
- Bekerwinnaar Sovjet-Unie: 1
  - Winnaar: 1978
- Olympische Spelen:
  - Goud: 1988
  - Brons: 1980
- Wereldkampioenschap:
  - Goud: 1982
  - Zilver: 1986
- Europees Kampioenschap:
  - Goud: 1979, 1981, 1985
  - Zilver: 1987
  - Brons: 1983
- Goodwill Games:
  - Zilver: 1986
- Vriendschapsspelen: 1
  - Goud: 1984